# Paolo Coen
Paolo Coen (Bienne, 26 maggio 1967) è uno storico dell'arte e museologo italiano.

## Biografia
Si è formato alla Sapienza di Roma, con Marisa Dalai e Luigi Spezzaferro. In possesso del PhD conseguito presso l'Università degli Studi Roma Tre, ha insegnato presso l'Università della Tuscia a Viterbo, l'Università degli Studi di Roma "La Sapienza" e l'Università della Calabria; dal 2015 è in servizio presso l'Università di Teramo prima come professore associato e dal 2021 come professore ordinario di storia dell'arte moderna; come visiting professor ha insegnato presso l'Università di Zagabria, l'Università autonoma di Madrid (UAM), la Escola Superior Artistica di Porto (ESAP), la Scuola IMT Alti Studi Lucca, l'Università di Haifa, la Louisiana State University di Baton Rouge e l'Universidad Rey Juan Carlos di Madrid. Nel novembre del 2022 è stato eletto presidente del Corso di Laurea in DAMS dell'Università degli Studi di Teramo.
Ha pubblicato saggi e libri sulla storia dell'arte, la storia e la teoria del museo (museologia). Nella sua attività scientifica ha trattato artisti, come Antonio Averulino, detto Filarete, Carlo Maratta, Francesco Borromini, Stefano Maria Legnani, Pier Leone Ghezzi, Giuseppe Vasi, Giovanni Battista Piranesi, Alexander Bogen, Corrado Cagli, James Ingo Freed, Nathan Rapoport, Moshe Safdie, Frank Gehry, Giovanni Melarangelo e Maya Zack, e collezionisti, come Eugenio di Savoia e Silvio Valenti Gonzaga.
Dal 2007 ha iniziato in parallelo a scrivere, sceneggiare e infine dirigere video tutorial di storia dell'arte, di museologia e trasmissione della memoria. Nel 2010 ha inoltre curato l'edizione degli scritti su Caravaggio pubblicati da Luigi Spezzaferro, uno dei principali studiosi del maestro lombardo.
Coen si è interessato sin dalla propria formazione al rapporto tra la società e le immagini, un rapporto che, di volta in volta, si concretizza attraverso i meccanismi della produzione, della fruizione, del collezionismo, dello scambio, del mercato o del museo. Il volume del 1996 su Le Magnificenze di Giuseppe Vasi affronta per la prima volta in termini scientifici l'opera di questo importante incisore, fino ad allora noto sostanzialmente come il maestro di Giovanni Battista Piranesi. Ne emerge una figura nuova e culturalmente consapevole. Le oltre duecento tavole de Le Magnificenze non si limitano ad illustrare Roma: esse ne forniscono un'interpretazione critica molto precisa, in linea con il progetto di recupero e rivalutazione degli edifici di Roma moderna iniziato tanto tempo prima da papa Alessandro VII attraverso Giovanni Battista Falda e proseguito da Clemente XI con Alessandro Specchi.
Le ricerche di Coen su Giuseppe Vasi sono proseguite negli anni, portandone alla luce il ruolo attivo sul mercato dell'arte, nelle guide della città attraverso l'Itinerario istruttivo e la figura di suo figlio Mariano, che ne avrebbe portato avanti l'eredità fino al XIX secolo. La monografia del 2010 affronta il mercato dei quadri nella Roma del Settecento. Il volume, introdotto da Enrico Castelnuovo, propone un paradigma di Roma molto diverso dal precedente: se fino a quel momento la città era sostanzialmente giudicata una cava o miniera di oggetti d'arte per l'Europa, il libro di Coen la inquadra come una città attiva ed intellettualmente propositiva, pur negli obiettivi limiti economici e nell'incapacità di portare avanti un programma concreto di riforme: una città che riesce ad attrarre opere anche dal nord Europa, a produrne in cospicue quantità, a generare un forte consumo interno e infine a venderne effettivamente al pubblico d'Europa.
Coen è tornato più volte su questo ruolo centrale, in particolare nel libro del 2012 su un codice illustrato di Pier Leone Ghezzi, realizzato con Giovanni Battista Fidanza, e poi nel 2019 con un volume collettaneo introdotto dallo storico britannico Peter Burke. L'ultima monografia di Coen affronta Roma in un momento diverso ed estremamente contraddittorio della sua storia: è il periodo successivo al 20 settembre 1870, cioè dopo la Breccia di Porta Pia. Il libro affronta criticamente alcune figure chiave del periodo, come Michelangelo Caetani, Baldassarre Odescalchi, Giuseppe Sacconi e Charles F. McKim, e le rende protagoniste di una lettura nuova della città: Roma, in aperta competizione con la Parigi degli impressionisti e dei post-impressionisti, cercò nuovamente di tornare al centro del circuito artistico internazionale.
La chiave di questo tentativo consistette nel recupero del Rinascimento, ovvero nell'identificazione e nell'elezione del Rinascimento maturo e ancor più di Donato Bramante a linguaggio identitario e nazionale. Promosso da Giuseppe Sacconi, e ancor prima da Camillo Boito, all'interno del Monumento a Vittorio Emanuele II, questo linguaggio permise alla città di esportare decine di migliaia di opere d'arte, antica e moderna, nell'intero mondo occidentale – molte in Germania e negli Stati Uniti – , contribuendo così alla ricchezza nazionale.

## Opere principali
- Le sette chiese. Le basiliche giubilari romane, Newton Compton, 1994, ISBN 88-7983-502-5.
- Le basiliche dell'antica Roma, Newton Compton, 1996, ISBN 88-8183-537-1.
- Le Magnificenze di Roma nelle incisioni di Giuseppe Vasi, Newton Compton, 1996, ristampa 2006, ISBN 88-541-0748-4.
- La Memoria e la Storia, con Galileo Violini, presentazione di Luciano Violante, Rubbettino, 2010, ISBN 978-88-498-2639-5.
- Il mercato dei quadri a Roma nel diciottesimo secolo, presentazione di Enrico Castelnuovo, Olschki, 2010, ISBN 88-222-5895-9.
- Paolo Coen (a cura di), Luigi Spezzaferro, Caravaggio, Silvana Editoriale, 2010, ISBN 978-88-366-1649-7.
- Vedere l'Altro, vedere la Shoah, Rubbettino, 2012, ISBN 978-88-498-3378-2.
- Le pietre rivelate, con Giovan Battista Fidanza, Roma, Istituto Poligrafico e Zecca dello Stato, 2012, ISBN 978-88-240-1235-5.
- Vedere l'Altro, vedere la Shoah, Cosenza, Pellegrini, 2013, ISBN 978-88-8101-976-2.
- Paolo Coen, Alessandro Gaudio e Manlio Gaudioso (a cura di), Vedere, sentire, comprendere l'Altro, Rubbettino, 2013, ISBN 978-88-498-3654-7.
- Paolo Coen e Clara Ferranti (a cura di), Figli della memoria, Edizioni Università di Macerata, 2014, ISBN 88-6056-402-6.
- Paolo Coen (a cura di), Controluce, Counterlight, Gegenlicht. Arte e museologia della Shoah, nuovi contributi, Edizioni Università di Macerata, 2018, ISBN 978-88-6056-574-7.
- (EN) Paolo Coen (a cura di), The Art Market in Rome in the Eighteenth Century. A Study in the Social History of Art, Leida, Brill, 2018, ISBN 978-90-04-33699-5.
- Paolo Coen, Il recupero del Rinascimento. Arte, politica e mercato nei primi anni di Roma capitale, Cinisello Balsamo, Silvana Editoriale, 2020, ISBN 978-88-366-4543-5.
- Paolo Coen e Christian Corsi (a cura di), Le professioni del comunicare: passato, presente, futuro, Roma, Quasar, 2022, ISBN 978-88-5491-330-1